# Russischer Schachverband
Der russische Schachverband (russisch Федерация шахмат России / Federazija schachmat Rossii, bis 2019 russisch Российская шахматная федерация / Rossijskaja schachmatnaja federazija) ist die nationale Dachorganisation der Schachspieler Russlands mit Sitz in Moskau. Er wurde am 15. Februar 1992 auf dem Gründungskongress als Nachfolger des Sowjetischen Schachverbandes ins Leben gerufen. Er sieht seine Hauptaufgaben in der Förderung des Schachspiels in Russland und in der Interessenvertretung seiner Mitglieder im In- wie auch im Ausland. Der Verband ist Mitglied des Weltschachbundes  (FIDE) und des Nationalen Olympischen Komitees Russlands.

## Aktivitäten
Zu den Aufgaben des Verbandes gehören unter anderem Ausarbeitung und Betreuung des Trainingssystems für die hochqualifizierten Schachspieler, Hilfeleistungen bei der Beförderung der Jugendlichen sowie Ausrichtung der Schachturniere und anderer Schachveranstaltungen. Jährlich finden russische Jugendmeisterschaften statt, die dazu dienen, das Spiel für Kinder und Jugendliche attraktiver zu machen und das Schachkönnen der Nachwuchstalente weiter zu steigern. Seit 1992 war Russland schon häufig Standort hochkarätig besetzter internationaler Turniere. Das Tal-Memorial in Moskau zählt zu den wichtigsten Turnieren weltweit.

## Struktur
Der Verband ist die selbstverwaltende gemeinschaftliche Vereinigung, die sich aus den Mitgliedsverbänden der Teilrepubliken, der Regionen, der Gebiete, der Städte föderalen Ranges und der Autonomen Gebiete beziehungsweise Kreise zusammensetzt. Die Leitungsorgane bestanden bis Anfang 2010 aus dem Kongress, dem Exekutivkomitee und dem Präsidium. Im Zuge der vorangetriebenen Neugestaltung wurden das Exekutivkomitee und das Präsidium durch den Aufsichtsrat und den Vorstand ersetzt. Im Februar 2014 wurde das Amt des Präsidenten erneut eingerichtet. Der Kongress als das oberste Organ des Verbandes wird aus den Delegierten der Mitgliedsverbände gebildet und wenigstens einmal in vier Jahren einberufen.
Präsidenten
- Arkadi Muraschew (1992–1993)
- Jewgeni Bebtschuk (1993–1994)
- Andrei Makarow (1994–1997)
- Andrei Seliwanow (1997–2003)
- Alexander Schukow (2003–2009)

| Vorsitzender des Aufsichtsrates - Arkadi Dworkowitsch (2010–2014) | Vorstandsvorsitzender - Alexander Bach (2010) - Ilja Lewitow (2010–2014) |

Vorsitzender des Kuratoriums
- Dmitri Peskow (2014–)[1]

Präsidenten
- Andrei Filatow (2014–)